# محمدحسین فیض
محمدحسین فیض یکی از کشته شدگان اعتراضات به نتایج انتخابات ۱۳۸۸ است که در درگیری‌های ۳۰ خرداد در نزدیکی پایگاه بسیج مقداد به علت اصابت گلوله به پشت سرش به قتل رسید. 

## بسیجی بودن
پدر فیض در مصاحبه با رسانه‌های دولتی فرزندش را بسیجی دانست و میرحسین موسوی را عامل کشته شدن او عنوان کرد و اعلام نمود که از او در دادگاه شکایت کرده است. او در این مصاحبه گفت : 
«فرزند من قابل رهبری را ندارد دکتر احمدی‌نژاد هم بداند که ما نه تنها از حمایت ایشات دست نخواهیم کشید بلکه محکم‌تر در راه پیروزی ایشان می‌ایستیم و اگر لازم باشد تمام فرزندان و حتی خودم را فدای این راه می‌کنم.» 
همچنین پدر فیض در مصاحبه ای اعلام داشت که ابتکار ، محمدعلی نجفی و احمد مسجدجامعی از او خواستند تا کشته شدن او را به گردن نظام جمهوری اسلامی بیاندازند.